# グルーヴ
グルーヴ（groove）とは、アフリカ系アメリカ人の音楽に由来する音楽用語。推進力のあるリズムの中でパターンが変化することによって生まれる効果や"感触"、「スウィング」の感覚である。
とりわけ、音楽によって足踏みやダンスなどの本能的な反応を引き起こし、聴衆を音楽へ参加させる場合にこの用語が用いられる。
語源は（アナログ）レコード盤の音楽を記録した溝を指す言葉で、波、うねりの感じからジャズ、ファンク、ソウル、R&Bなどブラックミュージックの音楽・演奏に関する表現に転じた言葉である。
現在は、素晴らしい演奏を表す形容詞（グルーヴィー,groovy）として用いられるほか、音楽のスタイル(例：レア・グルーヴ,Rare Groove)、リズムパターン（例：エイスノートグルーヴ,8th note Groove）を指す用語としてポピュラー音楽全般で用いられる。

## 理論的分析
グルーヴを構成する要素としてはリズムやテンポ、シンコペーション、アーティキュレーションなどが挙げられ、主にリズム体（ベース、ドラムス、パーカッションなど）を対象とした概念である（例：グルーヴィーなドラミング、など）。「ノリ」（乗り）を表す言葉である。ジャンルによって感じるグルーヴは様々で、グルーヴ感の会得は、演奏者にとって必要不可欠な要素のひとつである。
音楽理論でリズムの基礎を学ぶ際はまず、4/4拍子の場合は、一小節全てを占める音符を全音符と言い、その半分が二分音符、そのさらに半分が四分音符、といったように数学的に割り切れるものを拍子と考える。多くのポピュラー音楽の4/4拍子の楽曲では、2拍目と4拍目にスネアドラムによってアクセントがおかれることが一般的だが、曲調や演奏時のノリによってスネアドラムの2、4拍目のアクセントが数学的なその位置よりも微かに前や後に置かれる事がある。どの程度先走るか、遅らせるかは楽曲により、ジャンルにより、ミュージシャンにより、またその場の状況によって違ってくる。遅れ方が大きいほど、ミュージシャンの間では「重い」などと表現する。演奏家同士がアンサンブルを行う際は、お互いにこのズレを読み合ってバンドとしての「ノリ」を作り出すのである。
この2、4拍目のスネアの微妙な位置というのも、グルーヴの構成要素のごく一部に過ぎない。打点のズレ、時間差だけでなく、刻んだ音のどこにアクセントを置くか、音の大小の違いでも、グルーヴは生まれる。このように、数学だけでは割り切れないリズムの要素、リズムの感覚全体を指してグルーヴと呼ぶ。
日本におけるグルーヴの研究には、Kawase and Eguchi (2010)や河瀬他（2001）、河瀬他（2003）の例がある。彼らの論文は、グルーヴの概念の総括と、グルーヴの定量的測定を、聴取実験と演奏実験を通して行っている。以下の4点が彼らの研究の主な結果である。1.用語としてのグルーヴは、2000年頃から広く使われ始めた。2.日本におけるグルーヴの概念や語義を、アンケートや先行研究を元に探った。その結果、体の動きやテンポ、低音の強調、一体感などと関係していた。3.音楽聴取の実験を通じて、グルーヴがどのような感覚と近いか調べた。その結果、関係が深かったのは「ノリ」や「一体感」、「心が弾む」「テンポが速い」「体でリズムを感じられる」などであった。4.ドラム演奏の実験では、楽譜からの数ミリ秒程度のずれと特定のテンポによって、グルーヴが感じられるとされた。なお、近年はグルーヴ研究が国際誌を中心に盛んに行われている。最新の研究動向をふまえた先行研究は、グルーヴ感についての資料（論文）等に網羅されている。

### その他
オスロ大学音楽学准教授ハンス・T・ツァイナー・ヘンリクセンは、音楽学における研究において、複数のパルスの組み合わせと（ダンスに紐づいた）体の動きが「グルーヴ」に関連していることを指摘している。
グルーヴと、グルーヴの重要な音楽要素と考えられるものは、主に体の動きとの関連で捉えるべきです。グルーヴの基本となるオリジナルのパルスは、他の音が鳴っているときも基本的な動きのパターンを促しますが、ダウンビートとアップビートの間やその上に現れる他のパルスは、パターンを成形したり、代わりとなる動きを示したりします (体のさまざまな部分を異なるパルスに合わせて同時に動かすことができます)。したがって、このプロセスに関与する音のサイクルは、すべてグルーヴの要素と見なすべきです。
ジェフ・プレッシングの2002年の記事においても、同様の指摘がされている。
「グルーヴ」や「フィール」とは1つ以上の注意深く整列したリズムパターンから生まれる時間認知的な現象であり

１．繰り返されるパルスの知覚と、そのようなパルスの構造の細分化
２．異なる周期で繰り返される2つ以上のパルスの知覚、周期の位置の認識
3.　同期した身体反応（ダンス、足踏みなど）の有効性
によって特徴付けられる

## さまざまなジャンルでの使用

### ジャズ
伝統的なジャズのスタイルでは、ミュージシャンは熟練したグループのリズムのまとまりを表現するために「スウィング」という言葉をよく使う。
一方、スウィングジャズの絶頂期である1936年から1945年頃のアメリカにおいて、一流のジャズ演奏を表現する言葉として「イン ザ グルーヴ (in the groove)」といった表現で「グルーヴ」という用語が広く使われていた。
1950年代以降、オルガントリオやラテンジャズのサブジャンルのミュージシャンも「グルーヴ」という言葉を使うようになる。
スウィングジャズにおける「スウィング」の感覚を表す用語として用いられた表現が、後にポピュラー音楽全般のリズムにまつわる用語として一般化していった。

### リズム・アンド・ブルース
「グルーヴ」は、ジェームス・ブラウンのドラマーであるクライド・スタブルフィールドやジャボ・スタークスなどのファンク演奏者や、ソウルミュージックとも関連している。
1950年代、ソウルミュージックの文脈で「ファンク (Funk)」「ファンキー (Funky)」という言葉が形容詞として使われることが多くなり、その意味は元々の刺激的な匂いから「強くて独特なグルーヴ」という再定義された意味に変化した。当時のソウルミュージックにおいて、ファンクの基本的な考え方は可能な限り強烈なグルーヴを作り出すことだった。
ドラマーが非常にしっかりしていて、素晴らしい感触でグルーヴ（ドラムビート）を演奏するとき、この感触は非公式に「イン ザ ポケット (in the pocket)」と呼ばれる。

### ヒップホップ
「グルーヴ」や「スウィング」に似た概念は、ヒップホップなどの他のアフリカ系アメリカ人のジャンルでも使用される。ジャズアーティストが「スウィング」の感覚と呼ぶリズミカルなグルーヴは、ヒップホップシーンで「フロー」と呼ばれることがあり、ラップにおける心地よいリズムを表現する用語として語られることがある。

## 参照情報
- 『schola　坂本龍一　音楽の学校』 NHK 2010年放送.
- グルーヴ感についての資料（論文）等（大阪大学大学院人間科学研究科招聘研究員・河瀬諭）
- Kawase, S. and Eguchi, K. (2010). The Concepts and Acoustical Characteristics of 'Groove' in Japan. PopScriptum 11 - The Groove Issue, 1-45.